# ヒトラーの旋律
『ヒトラーの旋律』（ヒトラーのせんりつ、Ghetto、リトアニア語題:Vilniaus getas）は2005年のドイツ・リトアニアの戦争映画。
監督はアウドリアス・ユツェルナス、出演はハイノ・フェルヒとエリカ・マロジャーンなど。
実話をもとに、第二次世界大戦時のナチス・ドイツ占領下にあったリトアニアの首都ヴィリニュスで、ユダヤ人種隔離政策によってゲットーに集められたユダヤ人による生への模索を描いたヒューマンドラマである。
2005年にエストニアで開催されたタリン・ブラックナイツ映画祭で初上映された。日本では劇場未公開でDVDスルーされた。

## ストーリー
作中の1941年、ナチス・ドイツはヴィリニュスに在住する55,000人のユダヤ人を殺害、残った15,000人をゲットーに押し込める。
ヴィリニュスに残ったユダヤ人の生殺与奪の権を付与されて、ドイツ将校キッテル（Kittel、演：セバスティアン・フールク）が派遣されてくる。この将校は情け容赦ない人物であったが、協力を余儀なくされたユダヤ人警察の隊長ゲンツ（Gens 、演：ハイノ・フェルヒ）は、少しでも犠牲を減らすべく、さまざまな駆け引きを用いて対応する。将校キッテルが目をつけた女性歌手のハヤ（Haya、演：エリカ・マロジャーン）にゲットー内の劇場で上演するよう依頼するのもそのひとつである。しかしあくまでもゲンツができたのは犠牲を減らすことだけであり、ゼロにすることはできない。すなわち多数を生かすかわりに少数は死に追いやるしかないという微妙な立ち位置である。やがてソ連が進行してくるとドイツ軍は崩壊するが、ゲンツは自ら死においやったユダヤ人たちに負い目を感じ懊悩することになる。